# 本因坊秀元
本因坊 秀元（ほんいんぼう しゅうげん、1854年（安政元年） - 1917年（大正6年）9月5日）は、囲碁の棋士、16世・20世本因坊秀元、六段。本因坊秀和の三男で、本名は土屋百三郎。法名は日存。19世本因坊秀栄没後の後継者争いにおいて、一旦自らが20世襲位して田村保寿に地位を譲った。
四男の土屋一平は囲碁棋士となり、将来を嘱望されたが、19歳で死去した。孫の土屋半七（長男・万吉の子）も棋士として二段までなったが、1952年に32歳で夭折。

## 経歴
秀和の長男であった15世本因坊秀悦が明治維新後の凋落の心労により病んだため、次男で林家を継いでいた秀栄とともに、秀和門下で当時第一の実力者であった村瀬秀甫を当主として迎えようとするが、仲介した中川亀三郎の反意により成らず、1879年(明治12年)9月に秀悦を退隠させて百三郎が本因坊を継いで、16世本因坊秀元となった。この時に秀元は三段であり、本因坊家の歴史上でも低段の当主として、鼎の軽重を問われるとも言われた。
これに先立つ同年4月の方円社の設立にも参加していたが、家元の権威を認めない方円社のやり方に反発して、秀栄、安井算英とともに脱退し、本因坊門下の方円社員の段位を剥奪する。その後方円社の発展と共に家元の勢力は衰え、逸回を図るために秀栄に本因坊当主を譲り、17世本因坊秀栄とする。1886年(明治19年)に秀栄と方円社は和解して秀甫を18世本因坊に迎えるが、翌年の秀甫死去により秀栄が再度本因坊襲位。秀栄は八段、名人と邁進し、本因坊家は方円社を凌ぐ勢いとなった。この間秀元は酒を楽しむ生活を送り、酒仙、畸人と称された。また秀栄の四象会にも出席し、段位は四段ながらも秀栄から「璧玉たるを失はず」「六段の価値あるに至り」と評されるようになっていた。
秀栄が1907年(明治40年)に没するとその後継者の候補として、実力第一であった田村保寿を推す派と、秀栄未亡人ら雁金準一を推す派が対立した。秀元は自らがいったん20世本因坊を継ぎ、翌1908年の秀栄一周忌を待って田村に本因坊の地位を譲って21世本因坊秀哉として事態を収拾した。またこの襲位に際して六段昇段を周囲に勧められ、一日ぐらいはなってもよいと時事新報紙上にて一日だけ六段の肩書きを付けた。退隠後は土屋秀元を名乗り、1917年死去。墓所は豊島区本妙寺。
秀元の実力は四段とはいえ評価は高く、秀栄は「古今稀に見る非常に器用な碁で形・姿に明るく」と評していた（『奇美談碁』）。二度目に本因坊就位した1907年から翌年にかけて、『万朝報』紙の坊門勝継戦では七人抜きも達成した。秀哉とは、秀哉の秀栄門下入り以後、多くの対局を遺している。
「八百長」の語源となった八百屋の長兵衛は、回向院近くの碁会所開きの来賓として招かれていた秀元と互角の戦いをしたことで実力が露呈したという逸話がある。